# Bae Bae
Bae Bae ist ein Lied der südkoreanischen Boyband Big Bang. Es erschien Digital am 1. Mai 2015 über YG Entertainment, als die zweite Single für M und Made. Das Lied war die erste Veröffentlichung der Gruppe mit Loser seit 2012.

## Rezeption
Billboard nahm "Bae Bae" auf Platz 15 ihrer "20 Best K-Pop Songs of 2015" auf und Dazed auf Platz 8 ihrer gleichnamigen Liste. Das koreanische Onlinemagazin IZM nannte es ebenfalls einen der besten Songs des Jahres.

### Kommerzieller Erfolg
Nach zwei Tagen stieg "Bae Bae" auf Platz 2 der Gaon Download Chart ein mit über 210.000 Verkäufen, Platz drei der Digital Chart und Platz 15 der Streaming Chart.
Eine Woche später stieg "Bae Bae" auf Platz 2 der Gaon Download Chart und Streaming Chart ein. Bis zum Ende des Veröffentlichungsjahres konnte es sich über 1,4 Millionen Mal verkaufen.
| Chart              | Verkäufe    | Ref           |
| ------------------ | ----------- | ------------- |
| Südkorea           | + 1.739.205 | [ 11 ] [ 10 ] |
| Vereinigte Staaten | + 8.000     | [ 12 ]        |
| Insgesamt          | + 1.747.205 |               |

| Charts   | Beste Platzierung | Wochen |
| -------- | ----------------- | ------ |
| Südkorea | 2                 | 26     |
| Finnland | 30                | 1      |

## Veröffentlichung
| Region    | Datum        | Format   | Label                      |
| --------- | ------------ | -------- | -------------------------- |
| Süd-Korea | 1. Mai 2015  | Download | YG Entertainment, KT Music |
| Weltweit  | 1. Mai 2015  | Download | YG Entertainment, KT Music |
| Japan     | 27. Mai 2015 | Download | YG Entertainment, YGEX     |

## Auszeichnungen
| Jahr | Auszeichner             | Kategorie               | Resultat  | Ref    |
| ---- | ----------------------- | ----------------------- | --------- | ------ |
| 2015 | Mnet Asian Music Awards | Best Music Video        | Gewonnen  | [ 14 ] |
| 2016 | Korean Music Awards     | Song of the Year        | Gewonnen  | [ 15 ] |
| 2016 | Korean Music Awards     | Best Rap & Hip-Hop Song | Nominiert | [ 15 ] |